# 凡爾賽
凡尔赛（法語：Versailles，法語發音：[vɛʁsaj] ⓘ），法国中北部城市，法兰西岛大区伊夫林省的一个市镇，同时也是该省的省会，下辖凡尔赛区，其市镇面积为26.2平方公里，2022年1月1日时人口数量为83,918人，是该省人口数量最多的市镇，在法国城市中排名第56位。
凡尔赛位于伊夫林省东部，距离法国首都巴黎约20公里，是巴黎西南方向重要的卫星城。凡尔赛因凡尔赛宫而闻名，后者自17世纪末至法国大革命结束期间长期为法兰西王国皇宫，凡尔赛也由此一度发展成为法国政治中心，法国大革命后凡尔赛降为省会，人口数量锐减。一战后在凡尔赛宫签订的《凡尔赛条约》奠定了二十世纪初的欧洲政治格局。二战后，随着巴黎城市的扩张，凡尔赛再次获得大幅发展，并成为巴黎城市圈的一部分。

## 地名
“凡尔赛”一名出现于中世纪，来源于两个法语单词（水塘、湿地）和（突出的），可能和这一地区的地形有关，当地的首个庄园领主为“韦尔赛利斯的雨果”（Hugo de Versailliis），其中“韦尔赛利斯”于1378年成为“凡尔赛”。

## 历史

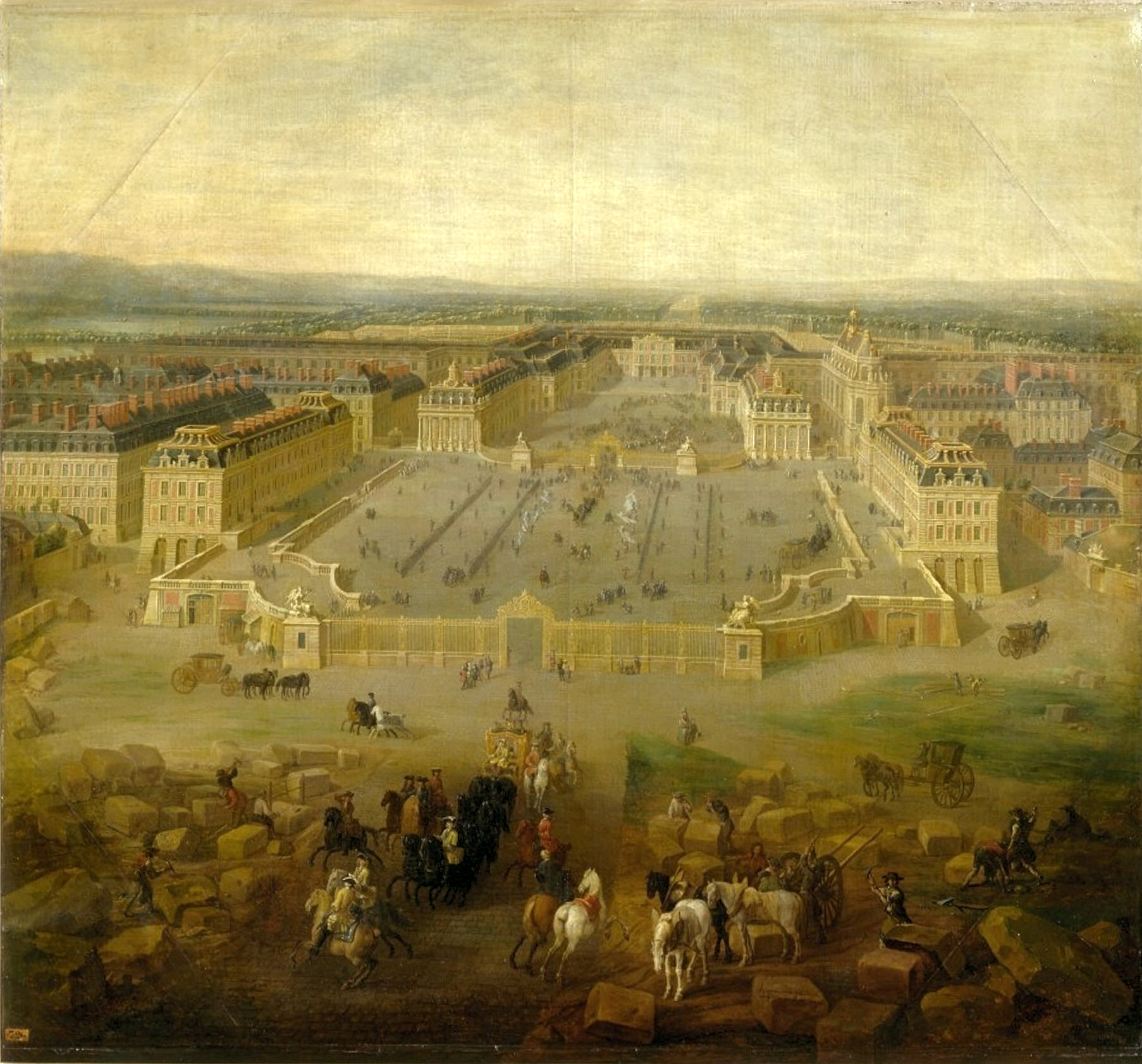
1722年的凡尔赛宫

凡尔赛所处地区自中世纪起一直为法兰西皇家领地，当地的第一次记载来源于沙特尔的河谷慈父修道院，其神父将当地的庄园领主称为“韦尔塞伊的雨果”（Hugo de Versailliis），其也被认作是这一地区的首位主人。英法百年战争后，一个100人左右的村庄出现于这一地区，成为凡尔赛最初的城市雏形。1623年，法兰西国王路易十三将当地设为皇家狩猎场，并开始修建凡尔赛宫。17世纪末，受到投石党乱运动的影响，路易十四搬至凡尔赛宫，并主持大规模的扩建。1678年《尼美根条约》签订后，凡尔赛宫正式成为法兰西王国的王宫，其附近也开始出现一座新兴城市，人口数量于18世纪中后期突破五万。1783年，孟格菲兄弟在凡尔赛进行热气球实验并获得成功。1789年6月20日，法国赤贫阶级占领凡尔赛网球场，并发表《网球厅宣誓》，拉开法国大革命的序幕。同年10月，凡尔赛爆发大游行，迫使王宫迁回巴黎，打击皇室权威，成为法国大革命成功的重要基础。1790年，凡尔赛成为塞纳-瓦兹省的省会，由于失去皇家地位，凡尔赛人口在10年内减少近一半。波旁复辟時期，凡尔赛宫被路易-菲利普一世开辟为法兰西博物馆。巴黎公社失败后，阿道夫·梯也尔为巩固第三共和国政权再次将政府搬至凡尔赛，直到1879年。第一次世界大战后，协约国与同盟国在凡尔赛宫签订《凡尔赛条约》。第二次世界大战期间，凡尔赛受到多次空袭，市区和尚捷火车站附近损毁严重。1968年，凡尔赛成为伊夫林省的省会。1982年，G7成员国峰会在凡尔赛召开；1986年，首届法语成员国峰会在凡尔赛举行。

## 地理

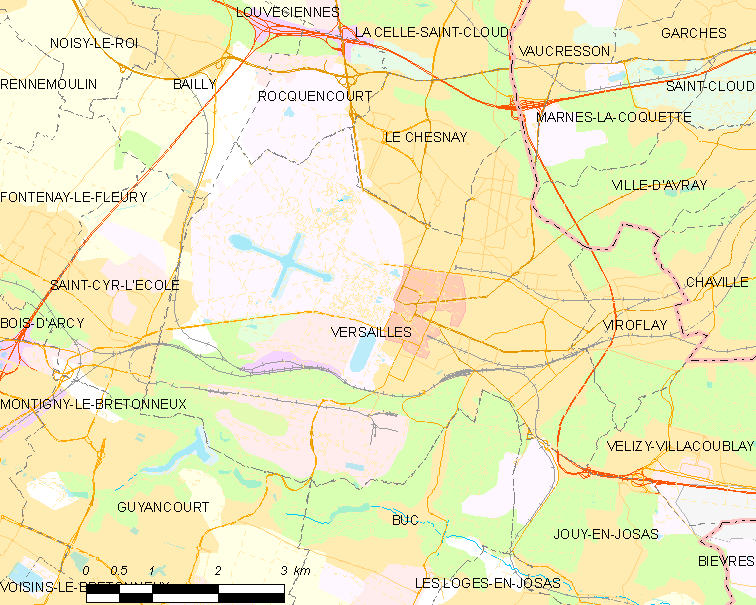
凡尔赛市镇范围地图

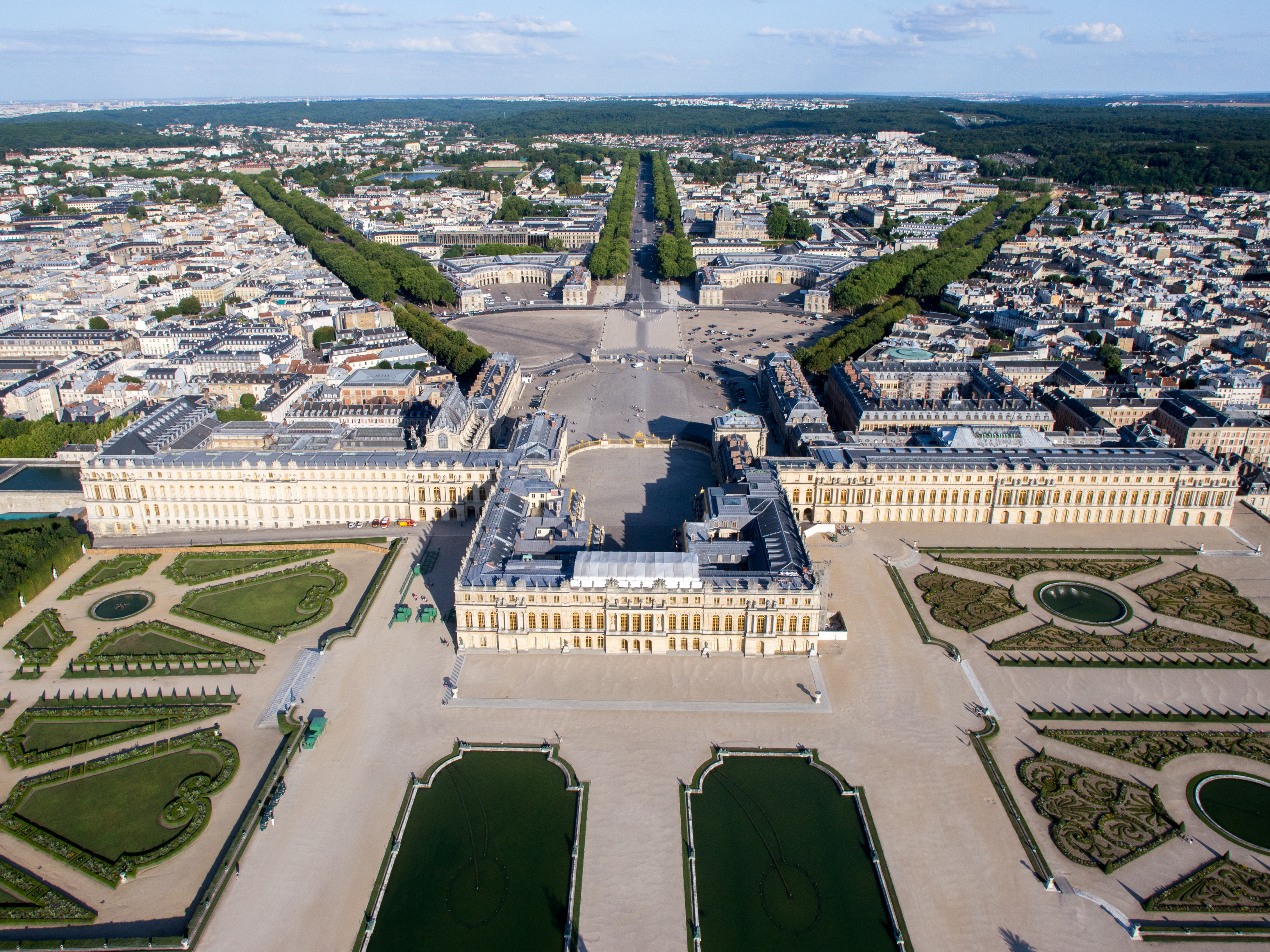
从凡尔赛宫上空眺望市区

凡尔赛位于法国北部，法兰西岛大区的中部略偏西和伊夫林省的东部，距离巴黎市区大约20公里。与凡尔赛接壤的市镇包括：巴伊、比克、勒谢奈-罗康库尔、吉扬库尔、马尔讷拉科凯特、圣西尔莱科勒、阿夫赖城、维罗夫莱、沃克勒松和韦利济-维拉库布莱。

### 地形
凡尔赛位于巴黎盆地腹地，市区地形平坦，全境海拔在103到180米之间。

### 地质
凡尔赛附近地表多为现代沉积物，适宜大部分农作物生长。其中凡尔赛老城区已基本被人工建筑物覆盖。

### 水文
凡尔赛属于塞纳河水系，但其境内缺少大型天然水域。阿波隆湖位于凡尔赛宫内，是一个大型的人工湖泊。

### 植被
凡尔赛属于温带落叶林，除老城区外，主要街道两侧均有行道树。
在鲜花城市的评比中，凡尔赛被评为4星级（最高级）鲜花城市。

### 气候
凡尔赛在柯本气候分类法中属于带有地中海特征的温带海洋性气候，夏暖冬凉，受到比利牛斯山焚风影响，冬季气温有时会偏高。
凡尔赛境内设有气象站，以下为该气象站的数据：
| 凡尔赛气象站1981–2010年数据 | 凡尔赛气象站1981–2010年数据 | 凡尔赛气象站1981–2010年数据 | 凡尔赛气象站1981–2010年数据 | 凡尔赛气象站1981–2010年数据 | 凡尔赛气象站1981–2010年数据 | 凡尔赛气象站1981–2010年数据 | 凡尔赛气象站1981–2010年数据 | 凡尔赛气象站1981–2010年数据 | 凡尔赛气象站1981–2010年数据 | 凡尔赛气象站1981–2010年数据 | 凡尔赛气象站1981–2010年数据 | 凡尔赛气象站1981–2010年数据 | 凡尔赛气象站1981–2010年数据 |
| 月份                        | 1月                         | 2月                         | 3月                         | 4月                         | 5月                         | 6月                         | 7月                         | 8月                         | 9月                         | 10月                        | 11月                        | 12月                        | 全年                        |
| --------------------------- | --------------------------- | --------------------------- | --------------------------- | --------------------------- | --------------------------- | --------------------------- | --------------------------- | --------------------------- | --------------------------- | --------------------------- | --------------------------- | --------------------------- | --------------------------- |
| 历史最高温 °C（°F）         | 15.3 (59.5)                 | 19.1 (66.4)                 | 23.2 (73.8)                 | 28.8 (83.8)                 | 31 (88)                     | 35.6 (96.1)                 | 38.1 (100.6)                | 38.8 (101.8)                | 32.8 (91.0)                 | 28.5 (83.3)                 | 21.5 (70.7)                 | 17.4 (63.3)                 | 38.8 (101.8)                |
| 平均高温 °C（°F）           | 6.6 (43.9)                  | 7.6 (45.7)                  | 11.4 (52.5)                 | 14.6 (58.3)                 | 18.4 (65.1)                 | 21.7 (71.1)                 | 24.3 (75.7)                 | 24.1 (75.4)                 | 20.4 (68.7)                 | 15.7 (60.3)                 | 10.2 (50.4)                 | 6.9 (44.4)                  | 15.2 (59.4)                 |
| 日均气温 °C（°F）           | 4 (39)                      | 4.4 (39.9)                  | 7.3 (45.1)                  | 9.8 (49.6)                  | 13.5 (56.3)                 | 16.6 (61.9)                 | 18.7 (65.7)                 | 18.5 (65.3)                 | 15.3 (59.5)                 | 11.7 (53.1)                 | 7.1 (44.8)                  | 4.4 (39.9)                  | 10.9 (51.6)                 |
| 平均低温 °C（°F）           | 1.4 (34.5)                  | 1.2 (34.2)                  | 3.3 (37.9)                  | 5 (41)                      | 8.6 (47.5)                  | 11.4 (52.5)                 | 13.2 (55.8)                 | 12.9 (55.2)                 | 10.2 (50.4)                 | 7.8 (46.0)                  | 4.1 (39.4)                  | 2 (36)                      | 6.8 (44.2)                  |
| 历史最低温 °C（°F）         | −17 (1)                     | −12.5 (9.5)                 | −11.8 (10.8)                | −3.7 (25.3)                 | −2 (28)                     | 0.5 (32.9)                  | 5.2 (41.4)                  | 4.5 (40.1)                  | 0.6 (33.1)                  | −5.2 (22.6)                 | −9.5 (14.9)                 | −10.1 (13.8)                | −17 (1)                     |
| 平均降水量 mm（）           | 53.3 (2.10)                 | 46.3 (1.82)                 | 49.9 (1.96)                 | 51.4 (2.02)                 | 58.3 (2.30)                 | 52.8 (2.08)                 | 61.7 (2.43)                 | 51.1 (2.01)                 | 51.7 (2.04)                 | 65.5 (2.58)                 | 54 (2.1)                    | 61.3 (2.41)                 | 657.3 (25.88)               |
| 月均日照時數                | 61.8                        | 76.5                        | 127.3                       | 164.6                       | 195.3                       | 209.3                       | 216.4                       | 209.9                       | 167                         | 112.1                       | 64.9                        | 51.5                        | 1,656.6                     |
| 来源：Infoclimat            |                             |                             |                             |                             |                             |                             |                             |                             |                             |                             |                             |                             |                             |

## 行政区划
凡尔赛的市镇编号为78646，邮政编号为78000。
在行政管理方面，凡尔赛隶属于法国法兰西岛大区伊夫林省凡尔赛区；在地方选举方面，凡尔赛是凡尔赛第一县和凡尔赛第二县的中央投票站所在地，其市镇范围分别被划入伊夫林省第一选区和伊夫林省第二选区；在社会管理方面，凡尔赛是凡尔赛大公园城市圈公共社区的办公驻地。
凡尔赛市镇被划为9个街区，并实行街区自治制度。截至2024年7月，凡尔赛市镇范围内暂无任何城市敏感街区及城市政策优先街区。
法国国家统计与经济研究所（简称）在进行数据统计时，将凡尔赛划入巴黎城市区。自2020年起，凡尔赛城市区被包含1,949个市镇的巴黎城市辐射区代替。此外，还将凡尔赛市镇分为了36个“块区”（IRIS），以便于统计人口分布情况。

## 交通

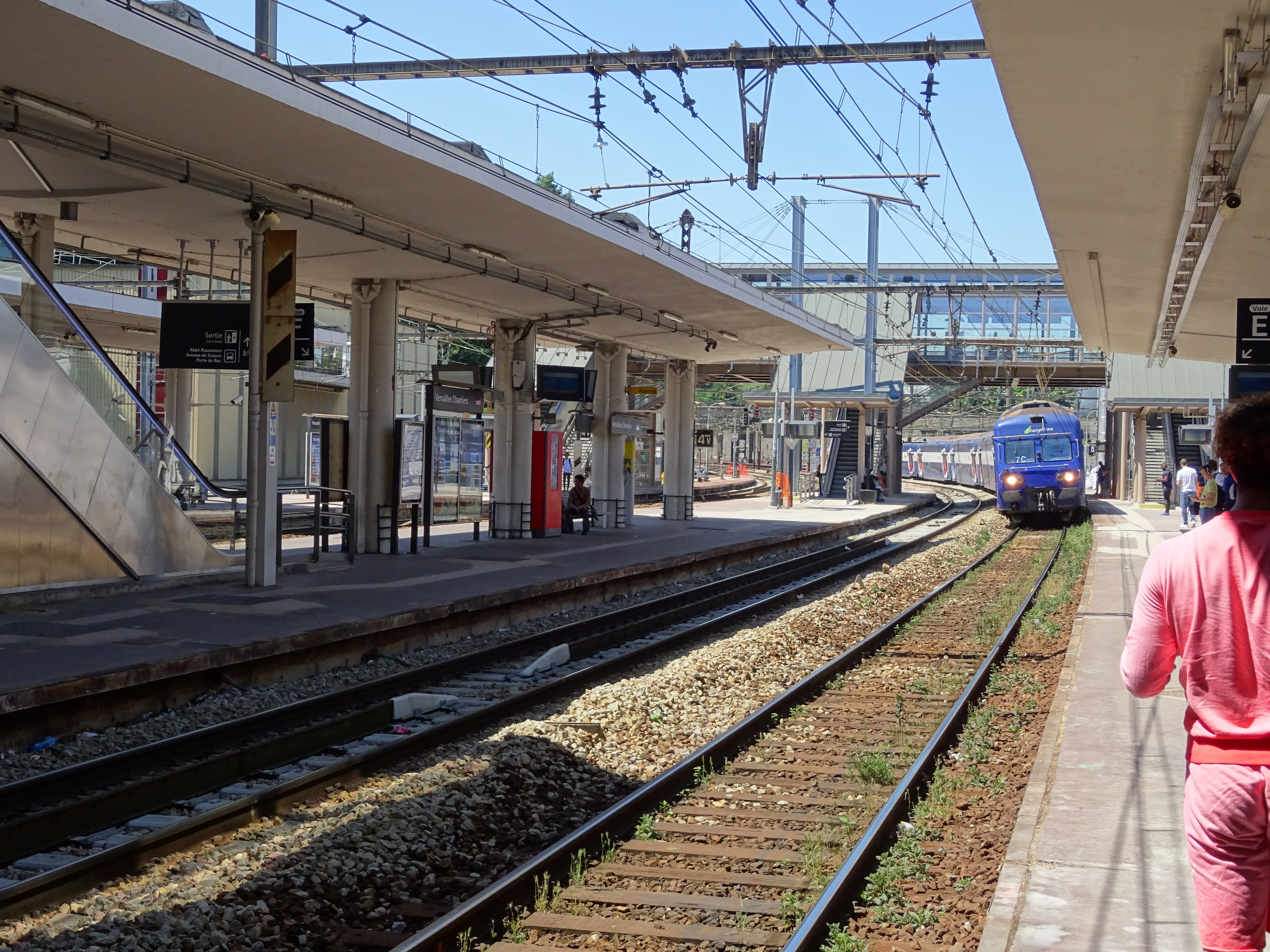
凡尔赛尚捷火车站的轨道

### 公路
法国国道N12线经过凡尔赛市区南部，巴黎第二绕城高速公路则以地下隧道的形式穿过凡尔赛市区东部，另有多条伊夫林省省道经过凡尔赛。
| N104 | 25 |

| 6 | 5.3 |

| 1 | 3.9 |

| 付费 | 4.8 |

| 巴黎 欧特伊门 | 13 |

| 楠泰尔 | 16 |

| 布洛涅-比扬古 | 11 |

| 塞夫尔 | 8 |

| 鲁昂 | 123 |

| 埃夫勒 | 87 |

| 芒特拉若利 | 44 |

| 莱米罗 | 31 |

| 塞尔吉 | 39 |

| 萨特鲁维尔 | 20 |

| 圣日耳曼昂莱 | 14 |

| 勒谢奈-罗康库尔 | 3.4 |

| 沙特尔 埃帕尔广场 | 76 |

| 德勒 | 61 |

| 朗布依埃 | 34 |

| 普莱西尔 | 17 |

2020年，64.0%的凡尔赛家庭拥有至少一辆私人汽车。2021年，凡尔赛境内共发生各类交通事故34起，造成2人遇难，44人受伤，其中12人重伤。

### 铁路
凡尔赛是巴黎西南郊区的一个铁路枢纽，其境内共有五个铁路车站：
凡尔赛尚捷站位于凡尔赛市区南部，巴黎－布雷斯特铁路上，是一个重要的综合枢纽，停靠快铁C线、N线、U线，连接巴黎和勒芒之间的区域列车，每天还停靠一班往返于马赛和勒阿弗尔之间的TGV列车，可直达鲁昂、里昂等地。2018年，凡尔赛尚捷站累计发送旅客数量超过两千万人次。

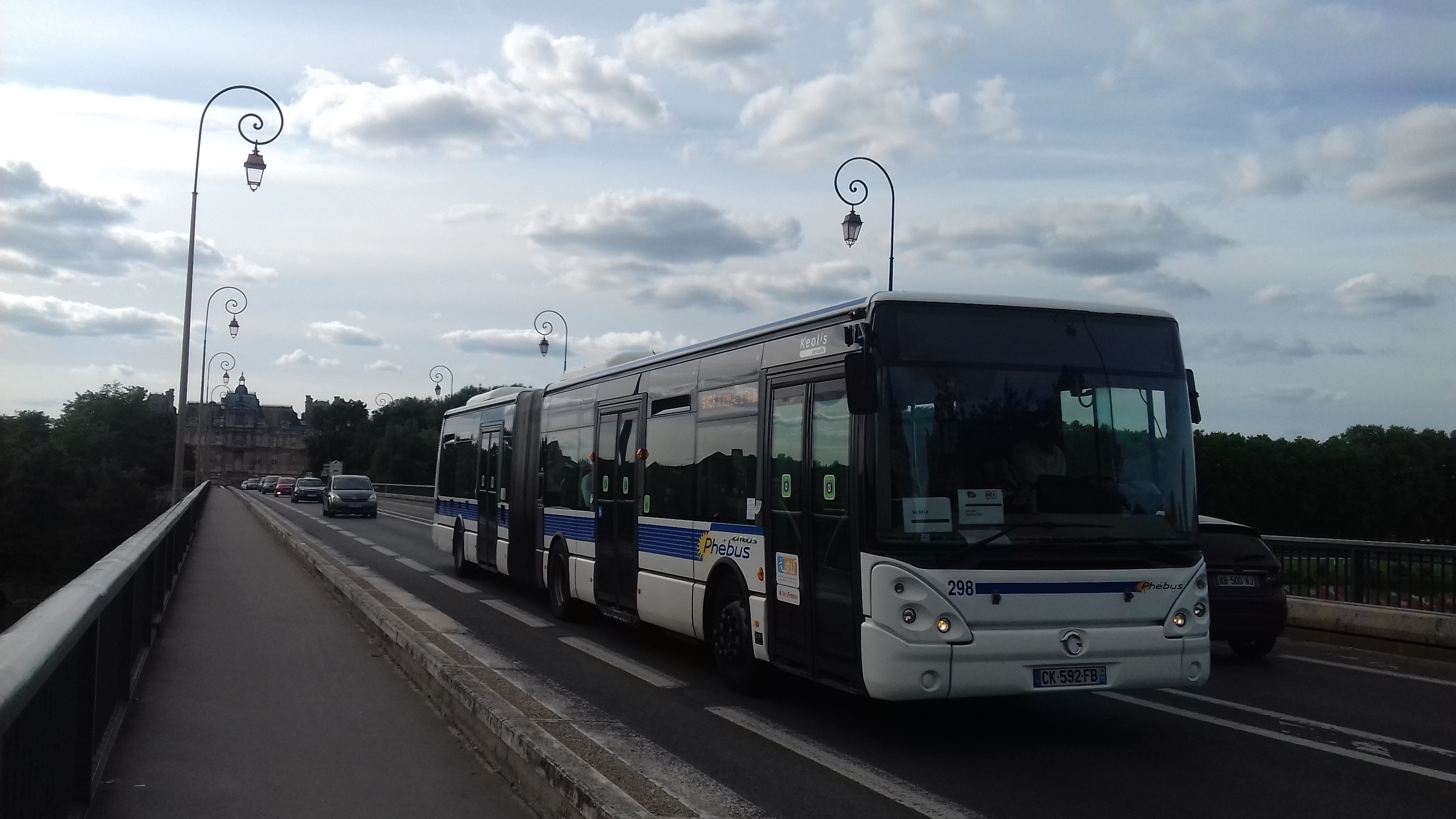
凡尔赛的一辆通道型公共汽车

凡尔赛宫左岸站位于凡尔赛市区，是一个区域铁路车站，现为法兰西岛大区快铁C线的一个终点站。
凡尔赛右岸站位于凡尔赛市区北部，是巴黎－凡尔赛铁路的终点，现为法兰西岛大区列车L线的一个终点。
蒙特勒伊站和普罗什枫丹站则是两个铁路乘降所。

### 航空
距离凡尔赛最近的民用航空站为巴黎-奥利机场。

### 城市公共交通
| 凡尔赛境内的主要公共交通站点及停靠线路                   | 凡尔赛境内的主要公共交通站点及停靠线路 | 凡尔赛境内的主要公共交通站点及停靠线路      | 凡尔赛境内的主要公共交通站点及停靠线路 |
| 站点                                                     | 类型                                   | 经纬度                                      | 主要停靠线路 |
| -------------------------------------------------------- | -------------------------------------- | ------------------------------------------- | --- |
| 凡尔赛尚捷站 Gare de Versailles-Chantiers                | 快铁站、城铁站                         | 48°47′44″N 2°08′10″E / 48.79545°N 2.13621°E | [T] · (C) · [T] · [N] · [U] |
| 凡尔赛尚捷站 Gare de Versailles-Chantiers                | 公交首末车站                           | 48°47′46″N 2°08′10″E / 48.79617°N 2.13612°E | 大凡尔赛公交 6201 6202 6204 6206 6211 6213 6240 6284 韦利济瓦莱公交 6122 6124 6160 6161 6162 6163 6164 6179 6180 6182 凡尔赛夜班车 伊夫林地区圣康坦公交 5102 5134 5140 5141 圣日耳曼塞纳河湾公交 1 西法兰西岛公交 307 39-12 法兰西岛夜班车 N145 |
| 凡尔赛城堡左岸站 Gare de Versailles-Château -Rive-Gauche | 快铁站                                 | 48°48′01″N 2°07′45″E / 48.80023°N 2.12906°E | [T] · (C) |
| 凡尔赛城堡左岸站 Gare de Versailles-Château -Rive-Gauche | 公交首末车站                           | 48°48′01″N 2°07′43″E / 48.80034°N 2.12855°E | 大凡尔赛公交 6201 6202 6203 6210 6211 6213 6240 6287 韦利济瓦莱公交 6122 6161 6162 6163 6173 6182 6185 伊夫林地区圣康坦公交 5102 5134 5140 5141 圣日耳曼塞纳河湾公交 1 西法兰西岛公交 39-12 法兰西岛夜班车 N145                                 |
| 凡尔赛右岸站 Gare de Versailles- Rive-Droite             | 城铁站                                 | 48°48′35″N 2°08′06″E / 48.80961°N 2.13494°E | [T] · [L] |
| 凡尔赛右岸站 Gare de Versailles- Rive-Droite             | 普通公交车站                           | 48°48′35″N 2°08′03″E / 48.80981°N 2.13422°E | 大凡尔赛公交 6201 6203 6204 6205 6217 6287 韦利济瓦莱公交 6179 中南伊夫林公交 17S RATP 471 |
| 蒙特勒伊站 Gare de Montreuil                             | 城铁站                                 | 48°48′23″N 2°09′04″E / 48.80652°N 2.15105°E | [T] · [L] |
| 蒙特勒伊站 Gare de Montreuil                             | 普通公交车站                           | 48°48′25″N 2°09′06″E / 48.80683°N 2.15158°E | 大凡尔赛公交 6201 6205 6207 6208 |
| 普罗什枫丹站 Gare de Porchefontaine                      | 快铁站                                 | 48°47′48″N 2°09′10″E / 48.79665°N 2.15278°E | [T] · (C) |
| 普罗什枫丹站 Gare de Porchefontaine                      | 普通公交车站                           | 48°47′49″N 2°09′15″E / 48.79697°N 2.15406°E | 大凡尔赛公交 6208 |
| 莱卡德尔城 Cité des Cadres                               | 普通公交车站                           | 48°47′13″N 2°06′20″E / 48.78684°N 2.10545°E | 伊夫林地区圣康坦公交 5140 5141 西法兰西岛公交 39-34 |
| 市政厅 Hôtel de Ville                                    | 普通公交车站                           | 48°48′07″N 2°07′53″E / 48.80186°N 2.13132°E | RATP 171 大凡尔赛公交 6204 韦利济瓦莱公交 6123 6161 6162 6163 法兰西岛夜班车 N145 |
| 普罗什枫丹-奥克特鲁瓦 Porchefontaine-Octroi              | 普通公交车站                           | 48°47′54″N 2°09′10″E / 48.79836°N 2.15265°E | RATP 171 韦利济瓦莱公交 6123 6124 6179 6180 |
| 大学 Université                                          | 普通公交车站                           | 48°48′39″N 2°09′01″E / 48.81071°N 2.15035°E | 大凡尔赛公交 6201 6208 6210 6213 6284 RATP 471 |
| 1.                                                       |                                        |                                             | |

## 政治

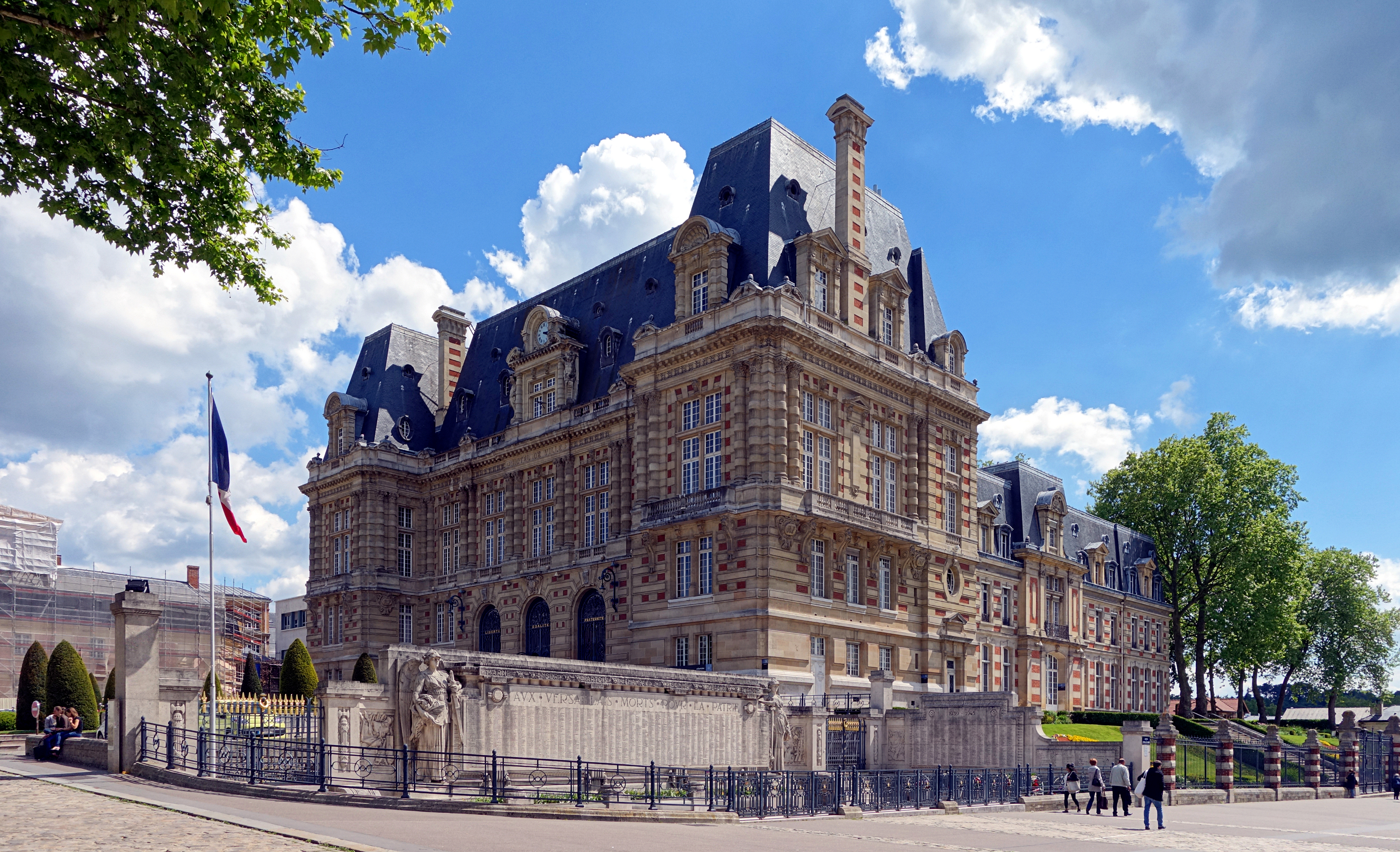
凡尔赛市政厅

现任凡尔赛市长为弗朗索瓦·德马齐埃先生，自2008年上任，他是一名右翼无党派人士，他在2020年的市政选举中获得63.11%的支持率。
| 凡尔赛历届市长 |                                        |                                                                 |
| 任期           | 市长                                   | 党派                                                            |
| 1944年－1947年 | Émile LABEYRIE 埃米尔·拉贝里           | FP人民阵线                                                      |
| 1947年－1977年 | André MIGNOT 安德烈·米尼奥             | RPR保衛共和聯盟                                                 |
| 1977年－1995年 | André DAMIEN 安德烈·达米安             | UDF法国民主联盟                                                 |
| 1995年－2008年 | Étienne PINTE 艾蒂安·潘特              | UMP人民运动联盟                                                 |
| 2008年－       | François DE MAZIÈRES 弗朗索瓦·德马齐埃 | DVD右翼无党派人士 →UMP人民运动联盟 →LR共和黨 →DVD右翼无党派人士 |

### 各级选举
| 凡尔赛历届投票选举结果 | 凡尔赛历届投票选举结果 | 凡尔赛历届投票选举结果    | 凡尔赛历届投票选举结果 | 凡尔赛历届投票选举结果               | 凡尔赛历届投票选举结果 | 凡尔赛历届投票选举结果 | 凡尔赛历届投票选举结果               | 凡尔赛历届投票选举结果 | 凡尔赛历届投票选举结果 |
| 选举项目               | 选举范围               | 选区单位                  | 选区单位内的选举结果   | 选区单位内的选举结果                 | 选区单位内的选举结果   | 选区单位内的选举结果   | 选区单位内的选举结果                 | 选区单位内的选举结果   | 参考资料               |
| 选举项目               | 选举范围               | 选区单位                  | 第一轮胜出者           | 第一轮胜出者                         | 支持率                 | 第二轮胜出者           | 第二轮胜出者                         | 支持率                 | 参考资料               |
| ---------------------- | ---------------------- | ------------------------- | ---------------------- | ------------------------------------ | ---------------------- | ---------------------- | ------------------------------------ | ---------------------- | ---------------------- |
| 2017年法國總統選舉     | 法國                   | 市镇                      |                        | 弗朗索瓦·菲永                        | 42.99%                 |                        | 埃马纽埃尔·马克龙                    | 76.15%                 | [ 27 ]                 |
| 2017年法国立法选举     | 伊夫林省第一选区       | 市镇（第一选区部分）      |                        | 弗朗索瓦-格扎维埃·贝拉米             | 39.18%                 |                        | 弗朗索瓦-格扎维埃·贝拉米             | 60.29%                 | [ 27 ]                 |
| 2017年法国立法选举     | 伊夫林省第二选区       | 市镇（第二选区部分）      |                        | 让-诺埃尔·巴罗                       | 39.49%                 |                        | 让-诺埃尔·巴罗                       | 53.03%                 | [ 27 ]                 |
| 2019年欧洲议会选举     | 法國                   | 市镇                      |                        | 纳塔莉·卢瓦索                        | 25.65%                 | （不适用）             | （不适用）                           | （不适用）             | [ 29 ]                 |
| 2021年法国省级选举     | 伊夫林省               | 第一县 市镇（第一县部分） |                        | 克莱尔·沙尼奥-福兰 奥利维耶·德拉费尔 | 45.3%                  |                        | 克莱尔·沙尼奥-福兰 奥利维耶·德拉费尔 | 70.98%                 | [ 30 ] [ 31 ]          |
| 2021年法国省级选举     | 伊夫林省               | 第二县                    |                        | 玛丽-埃莱娜·奥贝尔 奥利维耶·勒布兰   | 52.19%                 |                        | 玛丽-埃莱娜·奥贝尔 奥利维耶·勒布兰   | 67.28%                 | [ 30 ] [ 31 ]          |
| 2021年法国省级选举     | 伊夫林省               | 市镇（第二县部分）        |                        | 玛丽-埃莱娜·奥贝尔 奥利维耶·勒布兰   | 44.08%                 |                        | 玛丽-埃莱娜·奥贝尔 奥利维耶·勒布兰   | 65.99%                 | [ 30 ] [ 31 ]          |
| 2021年法国大区选举     | 法蘭西島大區           | 市镇                      |                        | 瓦莱丽·佩克雷斯                      | 51.78%                 |                        | 瓦莱丽·佩克雷斯                      | 61.54%                 | [ 32 ]                 |
| 2022年法国总统选举     | 法國                   | 市镇                      |                        | 埃马纽埃尔·马克龙                    | 33.05%                 |                        | 埃马纽埃尔·马克龙                    | 69.32%                 | [ 27 ]                 |
| 2022年法国立法选举     | 伊夫林省第一选区       | 市镇（第一选区部分）      |                        | 夏尔·罗德韦尔                        | 33.06%                 |                        | 夏尔·罗德韦尔                        | 73.26%                 | [ 27 ]                 |
| 2022年法国立法选举     | 伊夫林省第二选区       | 市镇（第二选区部分）      |                        | 让-诺埃尔·巴罗                       | 29.96%                 |                        | 让-诺埃尔·巴罗                       | 64.32%                 | [ 27 ]                 |
| 2024年欧洲议会选举     | 法國                   | 市镇                      |                        | 弗朗索瓦-格扎维埃·贝拉米             | 23.55%                 | （不适用）             | （不适用）                           | （不适用）             | [ 27 ]                 |
| 2024年法国立法选举     | 伊夫林省第一选区       | 市镇（第一选区部分）      |                        | 夏尔·罗德韦尔                        | 33.54%                 |                        | 夏尔·罗德韦尔                        | 52.12%                 | [ 27 ]                 |
| 2024年法国立法选举     | 伊夫林省第二选区       | 市镇（第二选区部分）      |                        | 加埃唐·布罗                          | 29.46%                 |                        | 让-诺埃尔·巴罗                       | 63.34%                 | [ 27 ]                 |

## 人口
2021年，凡尔赛市镇人口数量为83,587，在法国排名第56位。其中男性40,239人，女性43,344人，75岁及以上人口占8.8%，外籍人口数量为6,790人，人口密度为3,193人/平方公里，当地居民被称为（男性）或（女性）。2022年，凡尔赛境内出生985人，死亡人口669人。
| 凡尔赛1901年－2021年人口变化情况 |
|                                  |
| 数据来源：Cassini、INSEE         |

## 经济

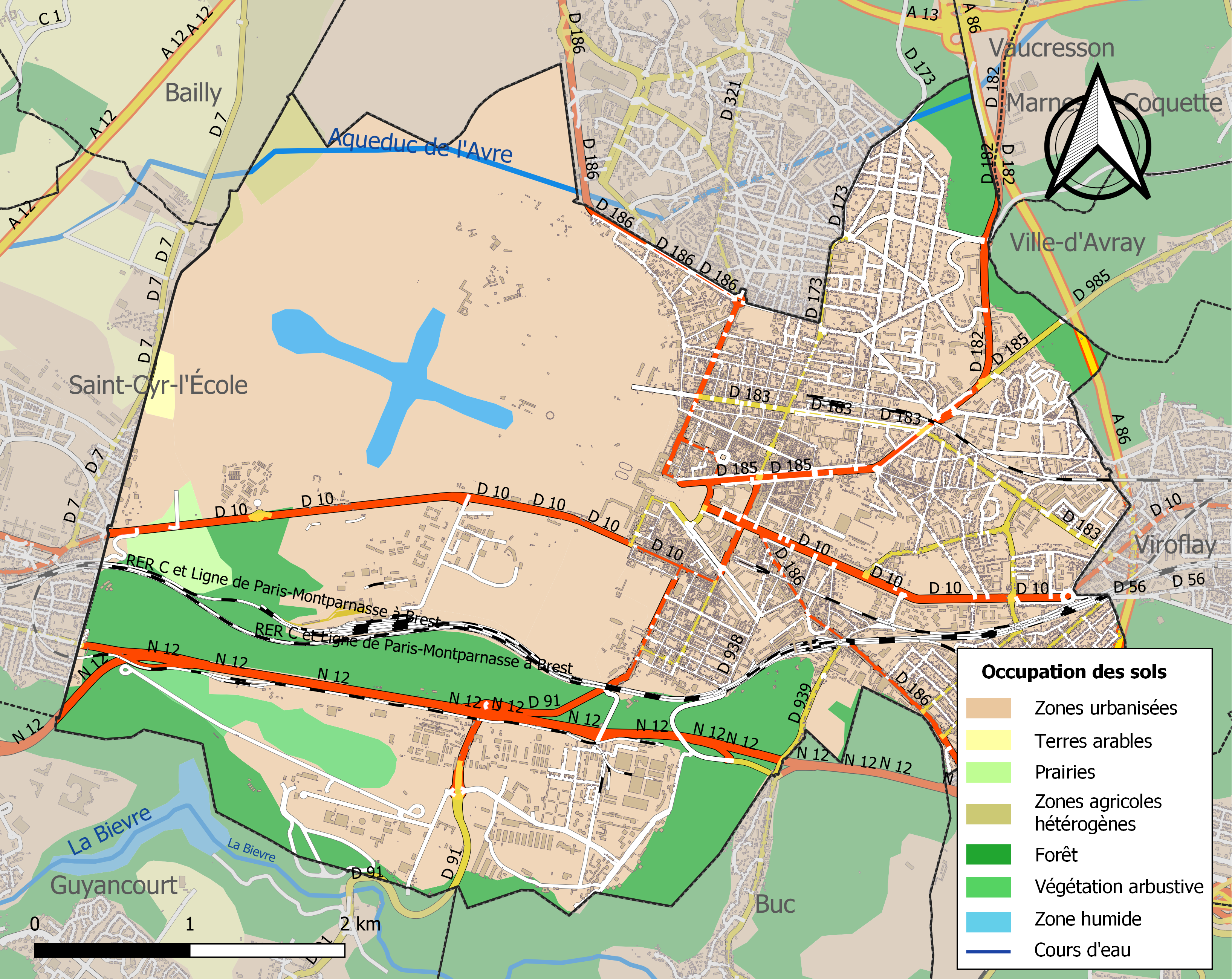
凡尔赛土地利用情况地图

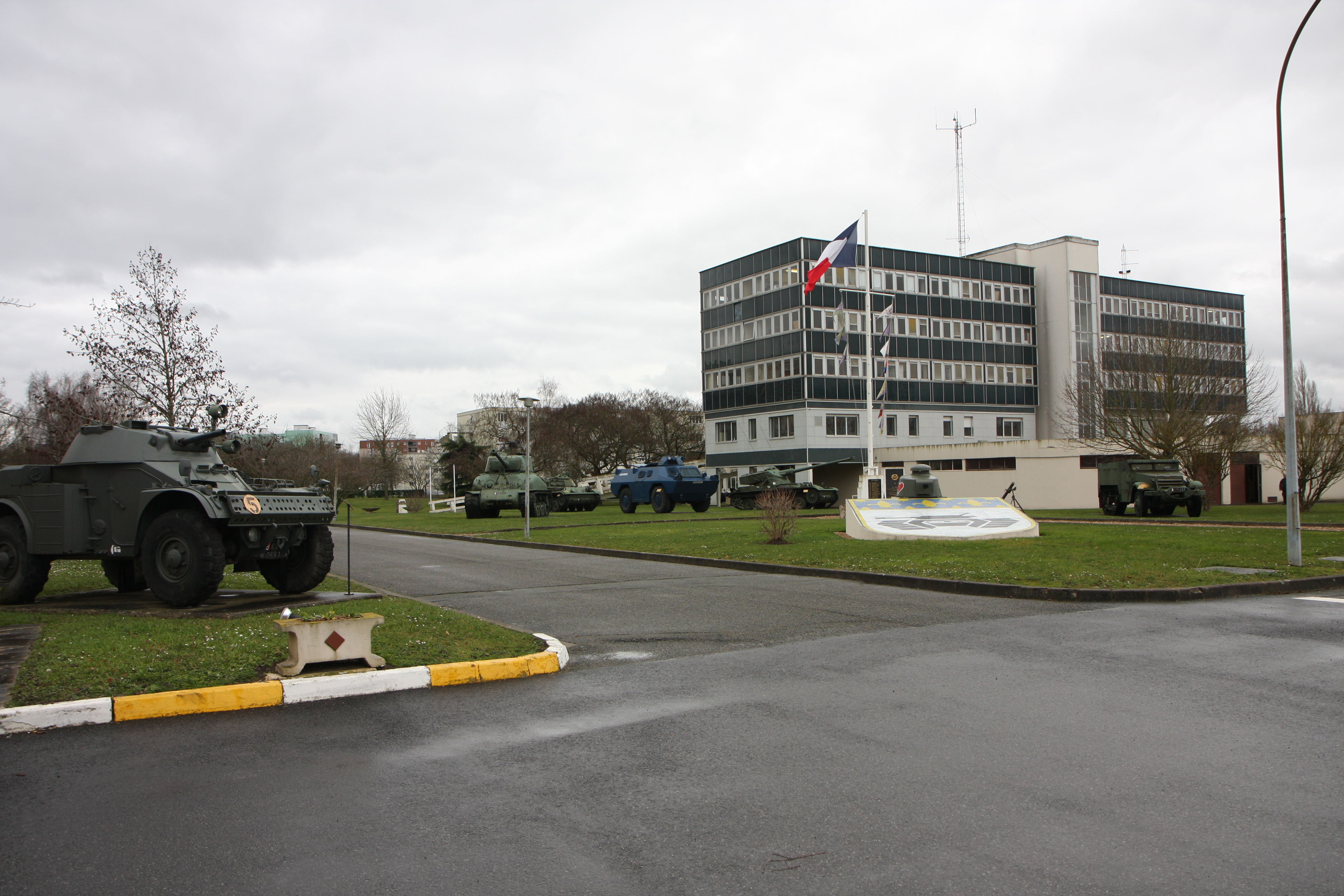
凡尔赛萨托里的一处军工企业

凡尔赛是巴黎郊区重要的卫星城，凡尔赛-瓦兹河谷-伊夫林工商会的所在地，后者为法国第二大的工商会，管辖整个法兰西岛西部地区。法国大型军工企业Nexter位于凡尔赛境内。
截至2024年7月，凡尔赛市镇范围内共有各类用人单位（包含自雇）19,490家，平均历史为16年，其中98.42%为中小型企业（PME），2024年5月至7月间，当地的经济活力指数为-0.07%。Nexter （军用设备生产）、（军用设备生产）及（电子竞技）是当地2019年营业额最高的三个企业，分别为758,837,000欧元、561,692,000欧元和311,427,402欧元。

## 财政收入
2019年，凡尔赛的财政收入总额为124,774,000欧元，财政支出总额为112,335,000欧元，当年的债务总额为40,889,000欧元。2020年，凡尔赛共获得10,478,278欧元的国家财政补助，比上一年减少了0.02%。
| 凡尔赛居民收入情况                               | 凡尔赛居民收入情况 | 凡尔赛居民收入情况    | 凡尔赛居民收入情况 |
| 内容                                             | 凡尔赛             | 法国                  | 统计年份           |
| ------------------------------------------------ | ------------------ | --------------------- | ------------------ |
| 征税家庭总数                                     | 34,935             | 1,081（法国市镇平均） | 2022年             |
| 居民平均月收入                                   | 4,581欧元          | 2,435欧元             | 2022年             |
| 高级职员人均月收入                               | 6,060欧元          | 4,331欧元             | 2021年             |
| 中级职员人均月收入                               | 2,741欧元          | 2,470欧元             | 2021年             |
| 普通职员人均月收入                               | 1,978欧元          | 1,801欧元             | 2021年             |
| 贫困率                                           | 7%                 | 14.5%                 | 2020年             |
| 青壮年（15至64岁）失业率                         | 8.0%               | 7.4%                  | 2020年             |
| 征税家庭数量占比                                 | 66.5%              | 45.5%                 | 2020年             |
| 家庭年均纳税                                     | 10,737欧元         | 4,393欧元             | 2022年             |
| 资料来源：INSEE、L'Internaute、Le Journal du Net |                    |                       |                    |

## 社会事务

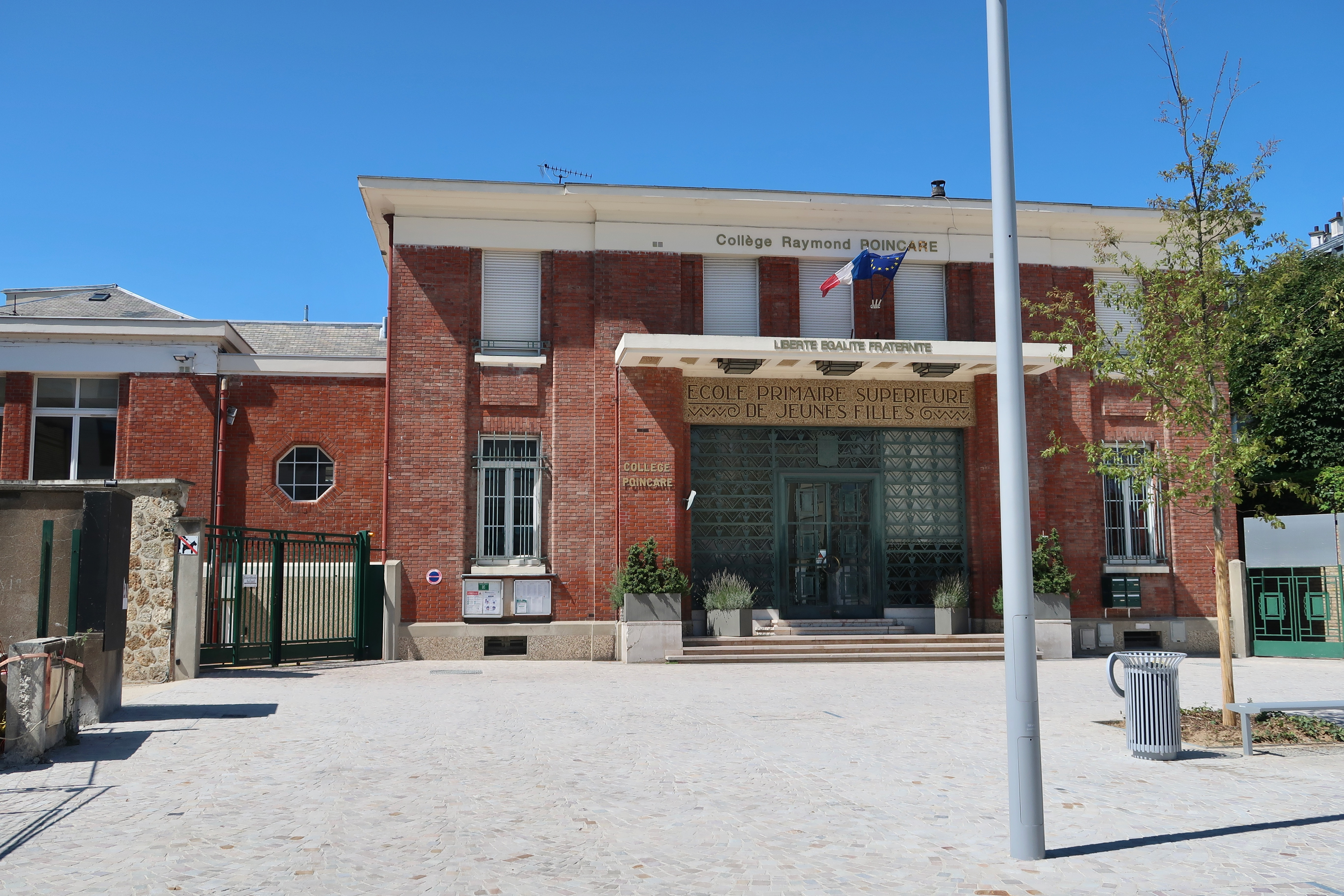
凡尔赛雷蒙·庞加莱初级中学

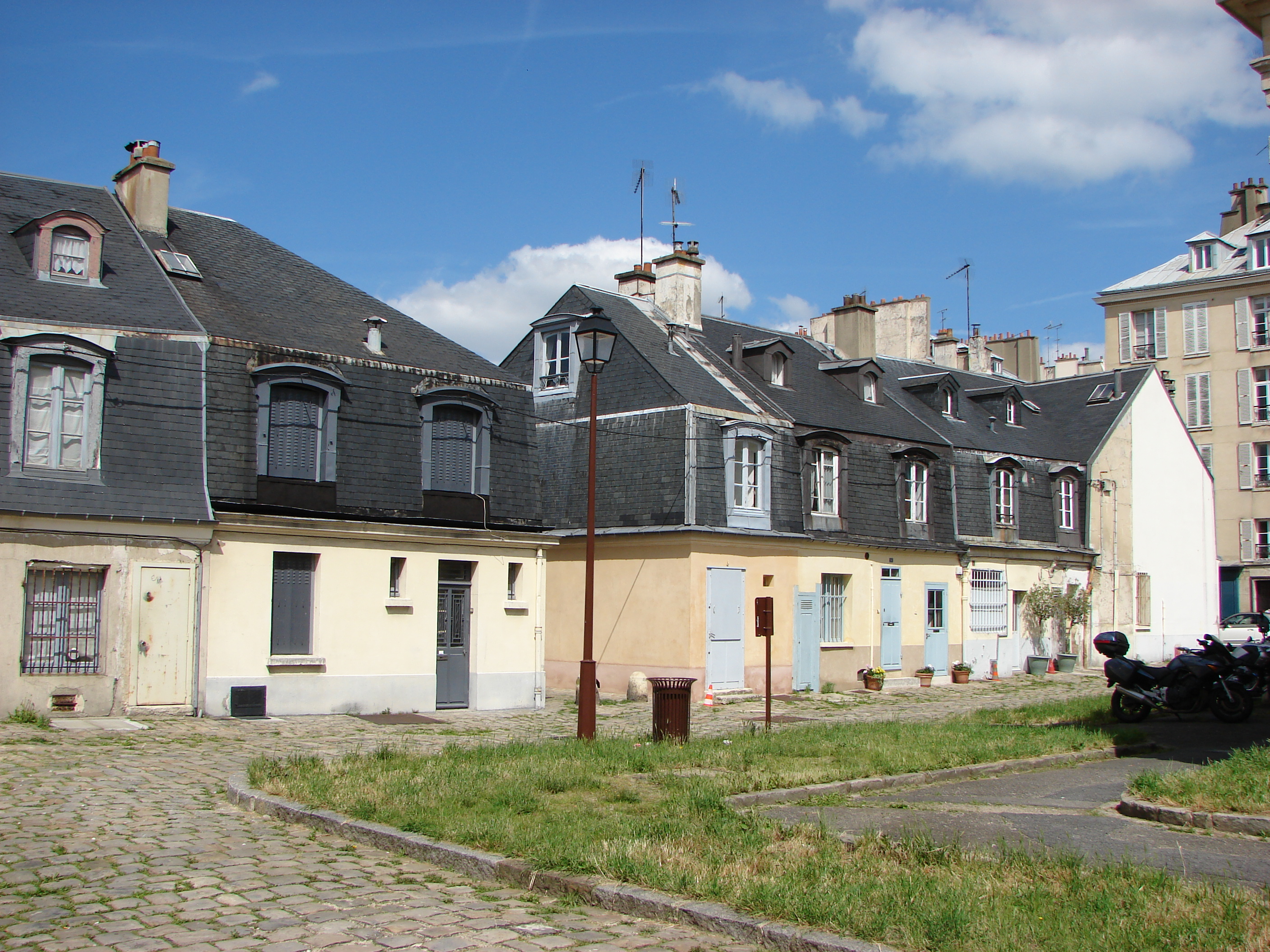
凡尔赛的一处民居

### 教育
凡尔赛是凡尔赛学区的驻地。截至2021年1月1日，凡尔赛境内共有16所幼儿园、31所小学、9所初级中学、10所普通高中、0所农业高中和3所职业高中，其中2所高中开设有大学校预科班。2022至2023年学年度，凡尔赛境内中等阶段在校学生总人数为13,434人。
在高等教育方面，凡尔赛大学，全名为“凡尔赛-伊夫林省圣康坦大学”，成立于1991年，是法国的一所公立综合性大学。

### 医疗

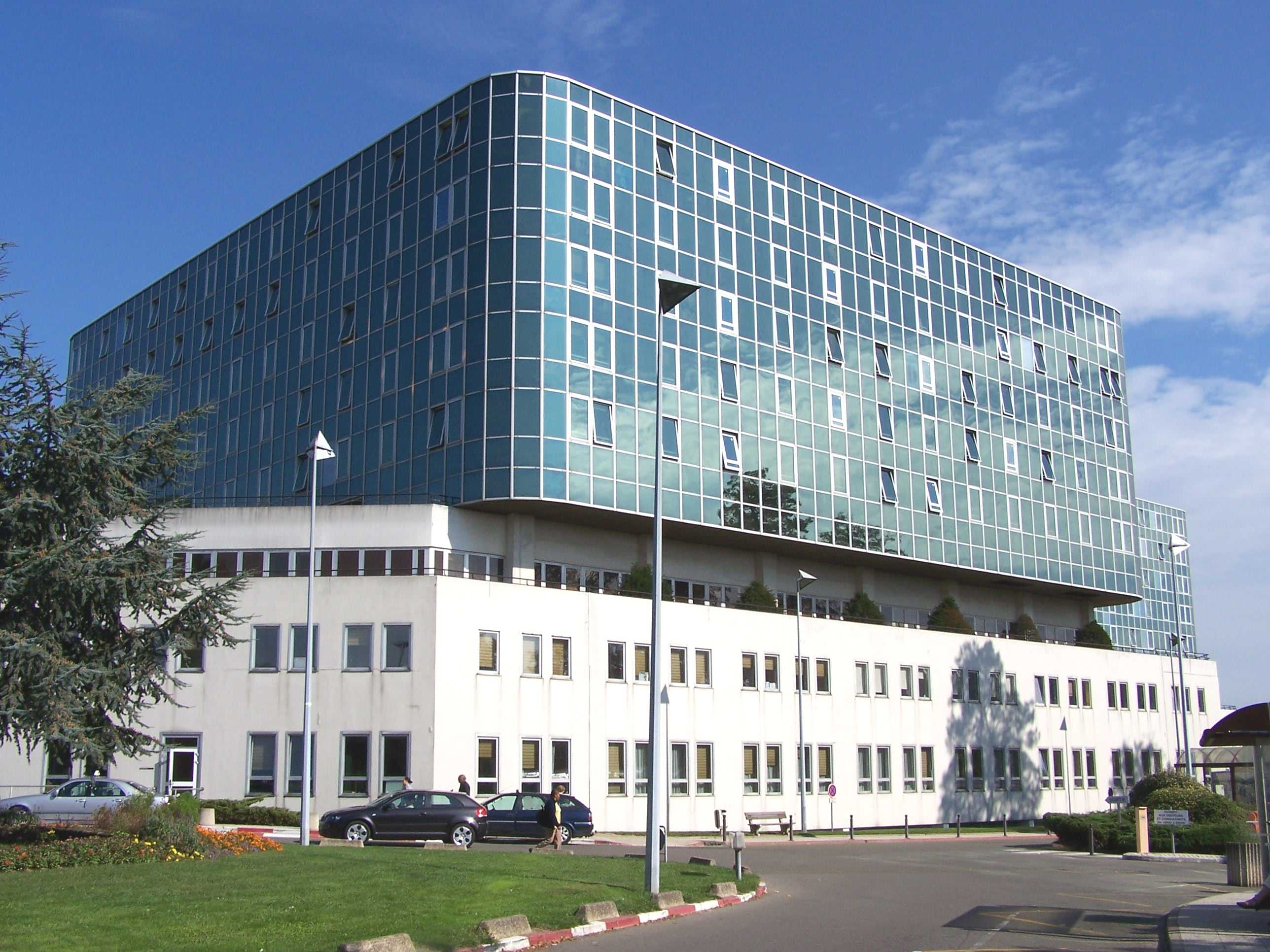
安德烈·米尼奥医院

截至2021年1月1日，凡尔赛境内共有全科医生82名、保健师122名、牙医75名、护士34名、耳科医生7名、眼科医生15名、皮肤科医生6名、助产士12名、儿科医生11名和妇科医生22名。境内共有药房27家、养老院6家、残疾人帮扶中心6家。
安德烈·米尼奥医院，又称“凡尔赛中心医院”，位于凡尔赛北部的勒谢奈境内，是法国的一个区域性医疗机构，该市境内规模最大的综合性医疗机构，亦是凡尔赛大学的教学医院。

### 住房
2020年，凡尔赛境内共有各类住房42,379套，其中10.8%为独立式住宅，88.3%为集中式住宅。常住房屋占凡尔赛市镇范围内居民建筑总量的87.6%。
在住房保障政策方面，2022年，凡尔赛境内共有5,169户家庭获得了住房经济补助，受益人数占总人口数量的6.2%，其中5,153份为房租补助。

### 商业
2021年，凡尔赛境内共有各类实体商铺1,693家，其中餐厅350家、大型超市72家、杂货店41家、面包房48家、肉铺29家、书店36家、装饰品店4家、银行门店54家、美容美发店89家、汽车维修店26家。个体性的商铺主要位于凡尔赛市中心，而凡尔赛市区西北部则建有帕尔利（Parly）购物中心，有欧尚、Darty、迪卡侬、Fnac等商场。

### 体育
2021年，凡尔赛境内共有3家游泳池、16间体育馆、5座综合体育场、21处网球场、1处马术场、7处足球或橄榄球场以及6处篮球或排球场。
截至2024年7月，凡尔赛境内共有四家注册足球俱乐部。凡尔赛足球俱乐部（编号500650）是当地的代表性足球队，成立于1989年，其主队2023至2024赛季参加法国全国联赛（法丙），其主场为位于巴黎市区的让·布安球场。

### 环境
凡尔赛的环境事务由其所属的凡尔赛大公园城市圈公共社区联合各级政府协调负责。2021年，凡尔赛境内共有4家污染企业。

### 治安
凡尔赛市区内共有一个派出所、一个国家宪兵队和一个消防站。
凡尔赛警区（zone police de Versailles）的管辖范围共包括9个市镇。2020年，该警区累计记录各类案件9,322起，其中盗窃类案件5,145起，经济类案件1,548起，毒品交易类案件423起。

## 文化
2021年，凡尔赛境内共有1家剧场、2家电影院、2家博物馆和1家音乐厅，当地每年六月被设立为莫里哀月，冬季则举办圣诞集市。

### 建筑
凡尔赛境内有多处法国国家文物保护单位，其中凡尔赛宫是当地乃至整个法兰西岛大区的代表性建筑物。

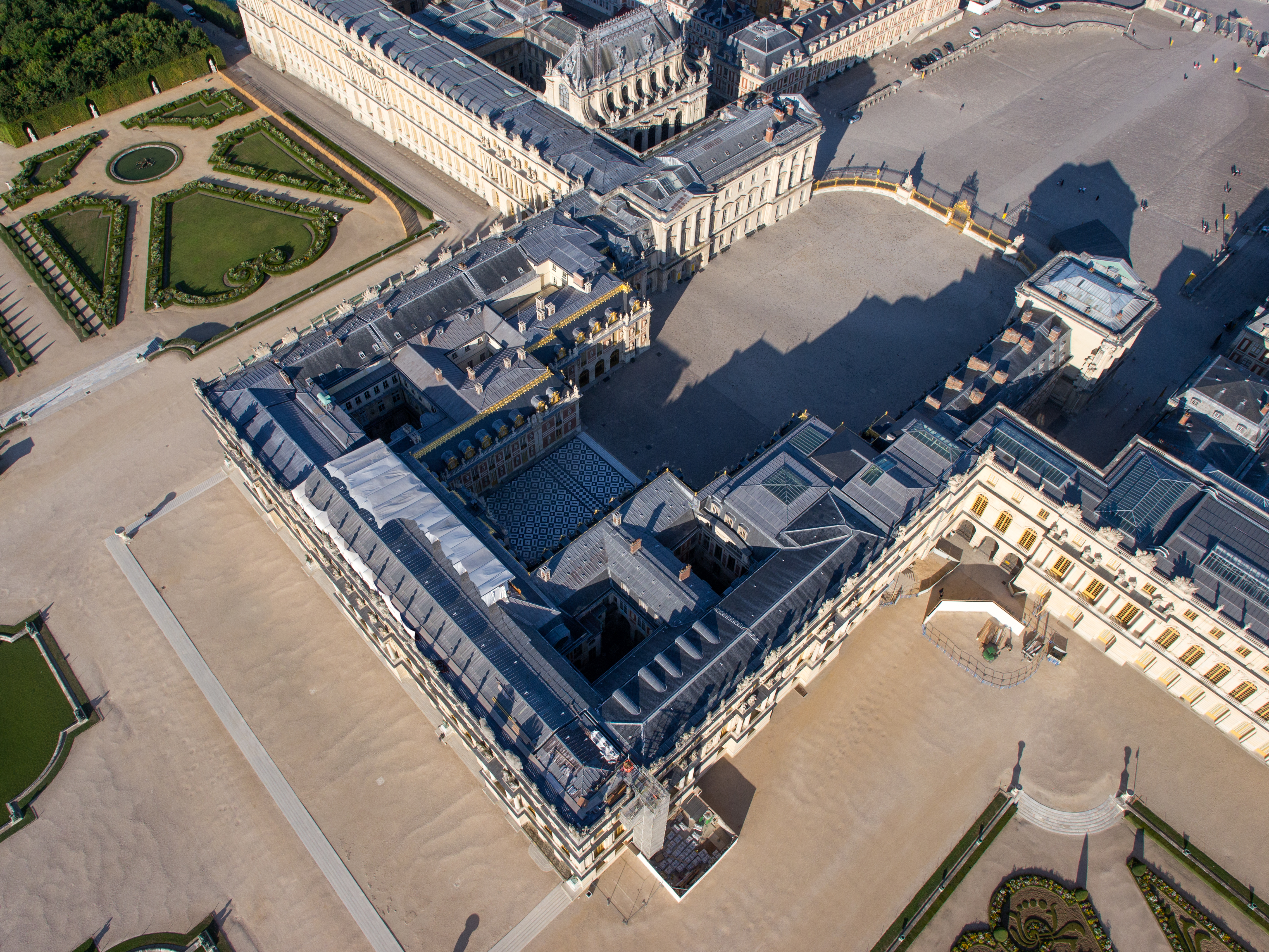
鸟瞰凡尔赛宫
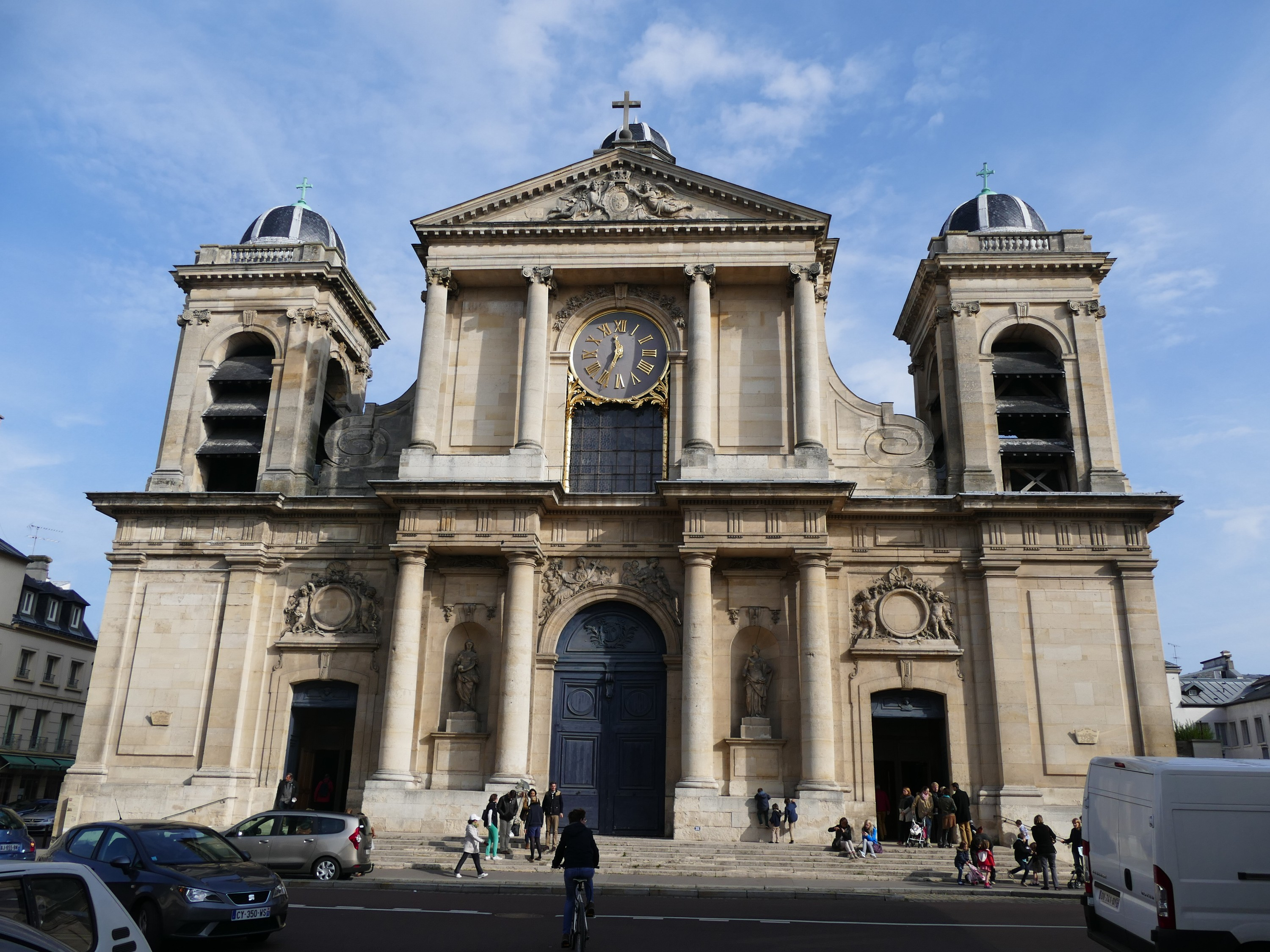
圣母教堂
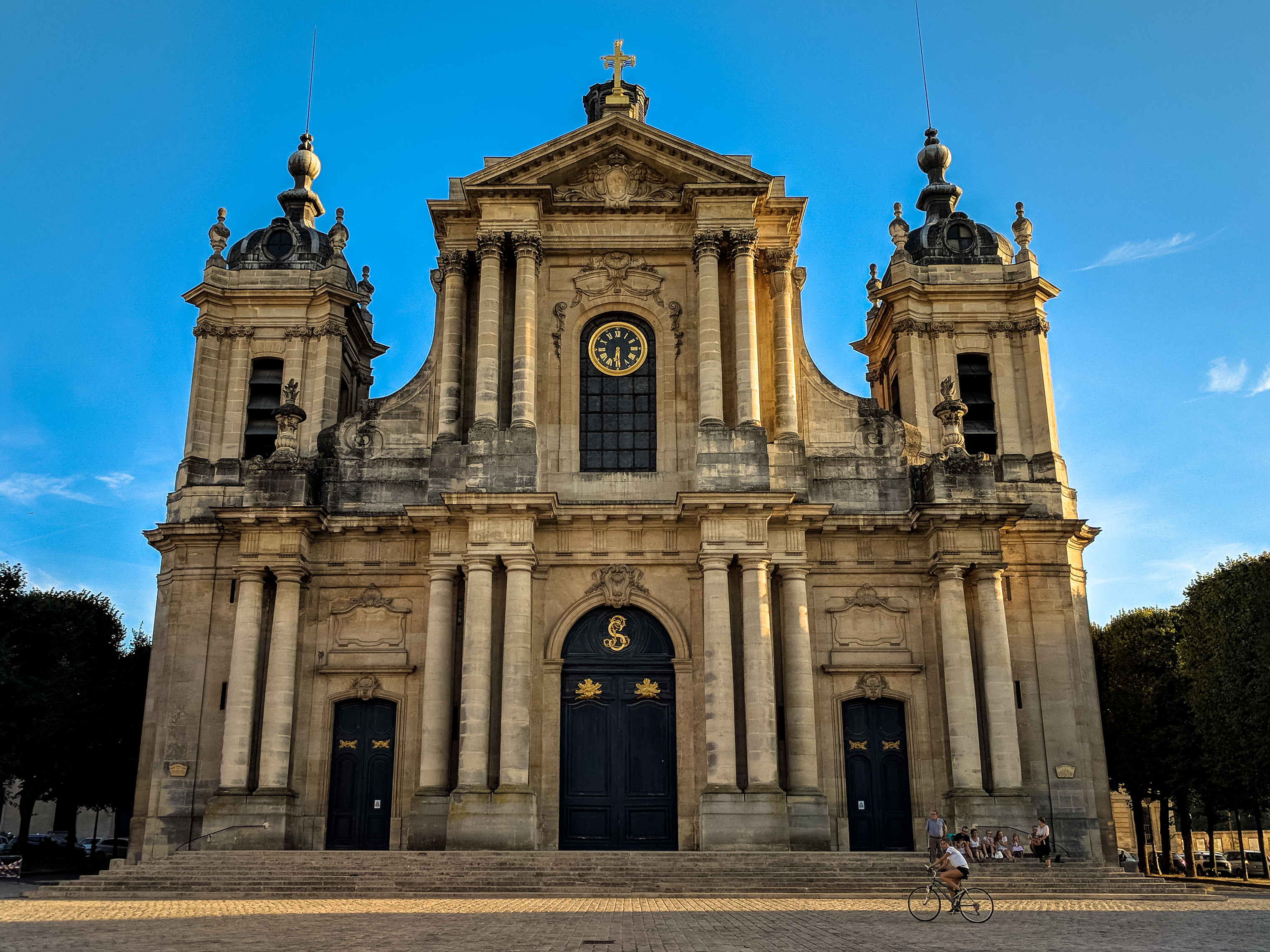
圣路易教堂
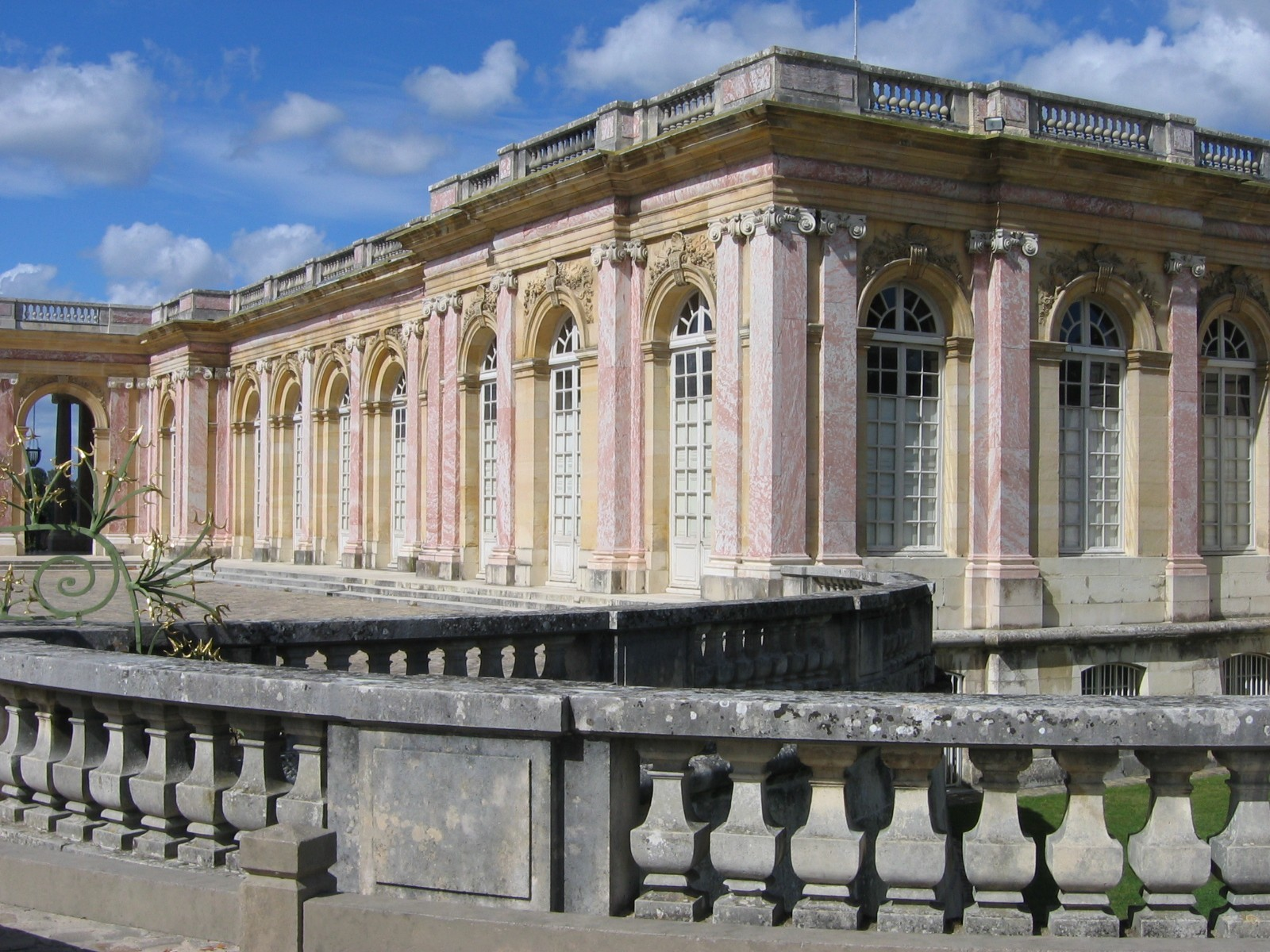
大特里亚农宫
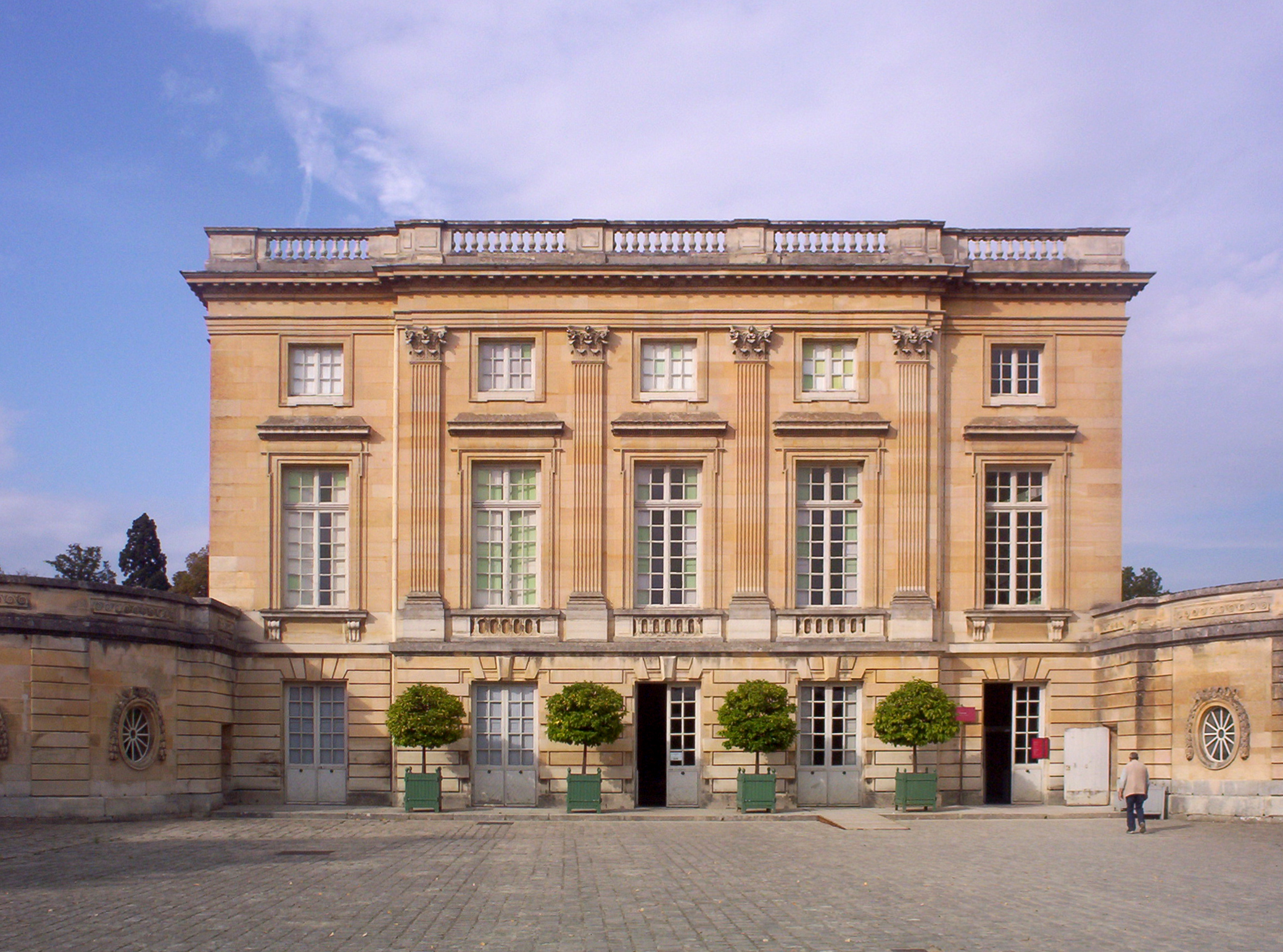
小特里亚农宫
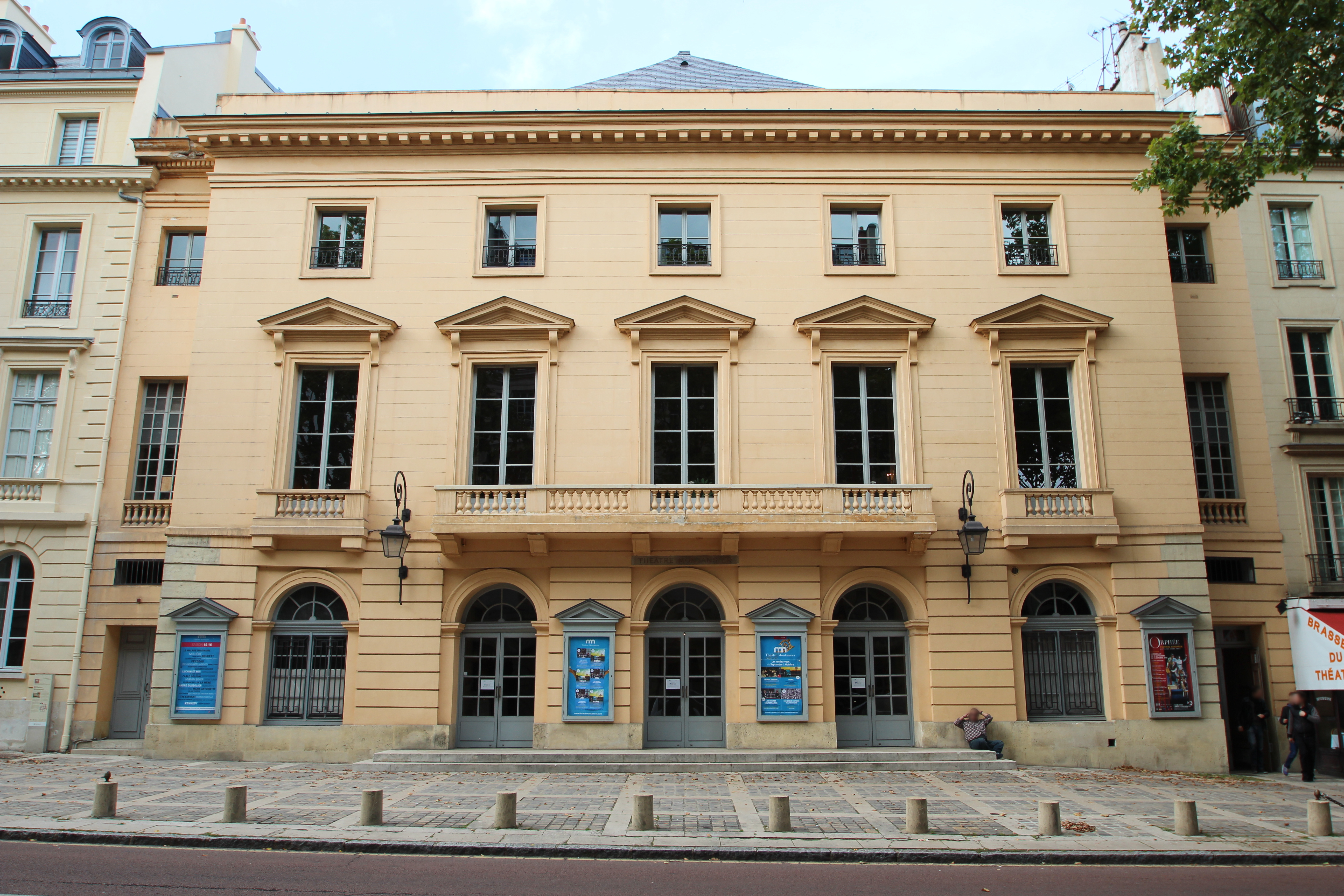
蒙唐西耶歌剧院（法语：Théâtre Montansier）
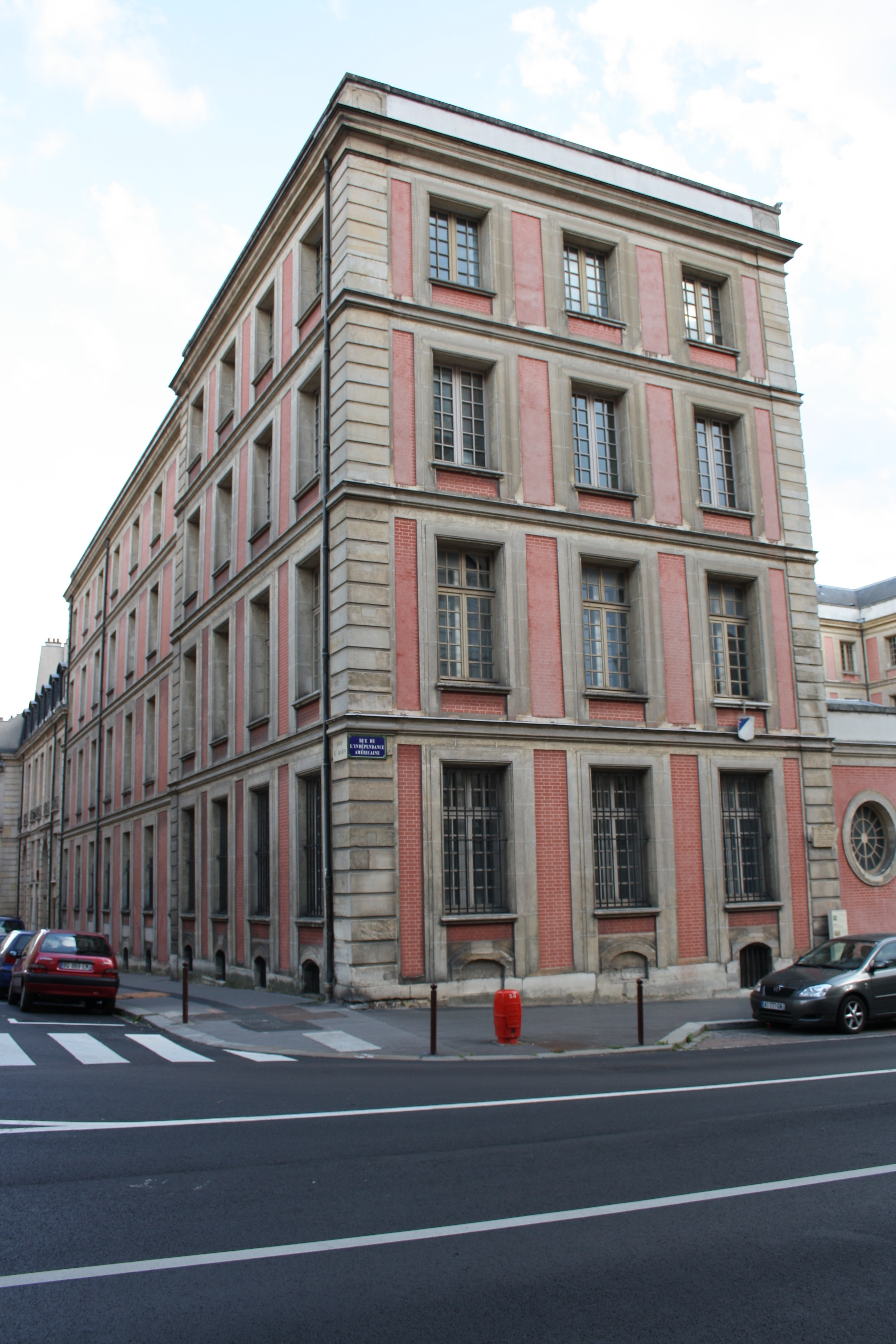
战争宫（法语：Hôtel de la Guerre）

### 旅游
凡尔赛是法国重要的旅游城市之一，境内共有70处法国国家文物保护单位。其中凡尔赛宫是凡尔赛的重要的旅游景点，于1979年被列入《世界文化遗产》名录。
截止2024年1月1日，凡尔赛境内设有1处旅游接待中心（Office de Tourisme）。2023年，凡尔赛境内共有16家酒店共计846间房间；另有1个露营地，可容纳共170辆露营车。

### 宗教
凡尔赛自法国大革命起成为天主教凡尔赛教区的首府，隶属于巴黎总教区。凡爾賽猶太會堂则是当地主要的犹太人活动中心。

### 媒体
法国本土主要的国家性电视台和广播电台在凡尔赛均可接收，其中法国电视三台下属的法兰西岛大区频道在部分时段播放地区新闻。

## 相关人物
法兰西王国诸王（自路易十三至查理十世）出生或长期主政于凡尔赛宫。

## 友好城市
截至2025年8月，凡尔赛共与五座城市互为友好城市关系：
 德国 波茨坦
 臺灣 臺北
 日本 奈良
  慶州
 突尼西亞 迦太基。